# SC Kuopio Futis-98
Soccer Club Kuopio Futis-98 (abgekürzt SC KuFu-98 oder KuFu-98) war ein finnischer Fußballverein aus Kuopio. Der Verein wurde 1998 gegründet und sein Heimstadion ist Savon Sanomat Areena.
Seit 2015 fungiert KuFu-98 als Farmclub des Veikkausliiga-Clubs KuPS.

## Hintergrund
Soccer Club Kuopio Futis-98 wurde 1998 gegründet. Der erste Namensteil, abgekürzt SC, ist Englisch und erinnert an den Fußball in den Vereinigten Staaten, wo der Namensbestandteil Soccer (aus assoc(iation football)) seit dem Ende des 20. Jahrhunderts in Fußballvereinsnamen verwendet wird. Der umgangssprachliche Ausdruck futis für „Fußball“ wurde aus Finnlandschwedisch fotis entlehnt und ist seit über 100 Jahren im finnischen Sprachgebrauch.
An der Gründungsversammlung des Clubs nahmen Leo Pohjolainen, Jarmo Hämäläinen, Heikki Kärkkäinen, Markku Korhonen, Pekka Toivanen, Janne Koskinen und Mikko Kolehmainen teil. Die Spieler der ersten Saison kamen hauptsächlich vom Sportverein Airakselan Yrityksen.
Der Verein begann seine Pflichtspiele in der Nelonen (Vierte Division). Nach ihrer ersten Saison gelang ihnen der Aufstieg in die Kolmonen (Dritte Liga), wo sie anschließend den größten Teil ihres Fußballs spielten. Die einzige Ausnahme war 2003, als sie eine Saison in der Kakkonen (zweite Division), der dritten Liga des finnischen Fußballs, gespielt haben.
Bekannte ehemalige Spieler sind Yrjö Happonen, Atik Ismail, Pele Koljonen, Janne Savolainen und Freddy Adu.

## Von Saison zu Saison
| Saison | Level   | Liga                   | Abschnitt | Verwaltung                               | Position | Bewegung     |
| ------ | ------- | ---------------------- | --------- | ---------------------------------------- | -------- | ------------ |
| 2002   | Stufe 4 | Kolmonen (Dritte Liga) |           | Ostfinnland (SPL Itä-Suomi)              | 2.       | Aufgestiegen |
| 2003   | Stufe 3 | Kakkonen (Zweite Liga) | Ostgruppe | Finnischer Verband (Suomen Pallolitto)   | 12.      | Abgestiegen  |
| 2004   | Stufe 4 | Kolmonen (Dritte Liga) |           | Ostfinnland (SPL Itä-Suomi)              | 5.       | Aufgestiegen |
| 2005   | Stufe 4 | Kolmonen (Dritte Liga) |           | Ostfinnland (SPL Itä-Suomi)              | 4.       | Aufgestiegen |
| 2006   | Stufe 4 | Kolmonen (Dritte Liga) |           | Ostfinnland (SPL Itä-Suomi)              | 10.      | Aufgestiegen |
| 2007   | Stufe 4 | Kolmonen (Dritte Liga) |           | Ostfinnland (SPL Itä-Suomi)              | 6.       | Aufgestiegen |
| 2008   | Stufe 4 | Kolmonen (Dritte Liga) |           | Ostfinnland (SPL Itä-Suomi)              | 4.       | Aufgestiegen |
| 2009   | Stufe 4 | Kolmonen (Dritte Liga) |           | Ost- und Zentralfinnland (SPL Itä-Suomi) | 2.       | Aufgestiegen |
| 2010   | Stufe 4 | Kolmonen (Dritte Liga) |           | Ost- und Zentralfinnland (SPL Itä-Suomi) |          | Aufgestiegen |

## Clubstruktur
Der Fußballverein leitet eine Mannschaft. Der Verein verfügt über keine Juniorenabteilung.

## Saison 2010
KuFu-98 tritt in der Kolmonen an, der vierthöchste Spielklasse im finnischen Fußballsystem. Sie wird von Itä-Suomi SPL und Keski-Suomi SPL verwaltet. 
2009 belegte das Team in der Kolmonen den zweiten Platz.